# Дечак и чапља
Дечак и чапља (јап. 君たちはどう生きるか) јапански је аниме филм из 2023. Режију и сценарио потписује Хајао Мијазаки, а продукцију Studio Ghibli. Прати дечака по имену Махито Маки који се сели на село након мајчине смрти, открива напуштену кулу у близини свог новог дома и улази у фантастични свет са сивом чапљом која говори.
Приказиван је у биоскопима од 14. јула 2023. у Јапану, односно 28. марта 2024. у Србији. Добио је изузетно позитивне рецензије критичара и зарадио преко 294 милиона долара, поставши пети јапански филм са највећом зарадом икад. Добитник је награде за најбољи анимирани филм на додели Оскара, награде БАФТА и Златних глобуса.

## Радња
Након сто изгуби мајку у рату, дечак Махито сели се на породично имање на селу. Тамо га низ тајанствених догађаја води до древног торња, у којем обитава несташна сива чапља. Махито ће пратити чапљу у фантастичан свет између живота и смрти, упуштајући се у епску авантуру у којој ће научити много тога о свету, али и о себи.

## Гласовне улоге
| Глумац         | Улога         |
| -------------- | ------------- |
| Сома Сантоки   | Махито Маки   |
| Масаки суда    | Сива Чапља    |
| Аимјон         | Хими          |
| Јошино Кимура  | Нацуко        |
| Такуја Кимура  | Шоичи Маки    |
| Шохеј Хино     | Праујак       |
| Ко Шибасаки    | Кирико        |
| Каору Кобајаши | Пеликан       |
| Џун Кунимура   | Краљ папагаја |
| Кеико Такешита | Изуми         |
| Џун Фабуки     | Утако         |
| Савако Агава   | Ерико         |
| Шинобу Отаке   | Аико          |
| Карен Такизава | Варавара      |